# Катамадзе, Фериде Хусеиновна
Фериде Хусеиновна (Дарико Александровна) Катамадзе (1926 — ?) — колхозница колхоза имени Микояна Кобулетского района Аджарской АССР, Грузинская ССР. Герой Социалистического Труда (29.08.1949). 

## Биография
Родилась в 1926 году в селе Легва Кобулетского района Аджарской АССР (Грузинская ССР в составе Закавказской СФСР), ныне — Кобулетского муниципалитета Аджарской Автономной Республики, Грузия. Грузинка.
Получила начальное образование и начала в 1940 году трудовую деятельность. В Великую Отечественную войну работала в местном колхозе имени Микояна (село Легва) Кобулетского района Аджарской АССР в полеводческой бригаде на чайной плантации.
В 1948 году Фериде Хусеиновна получила урожай сортового зелёного чайного листа 6274 килограмма на площади 0,5 гектара.
Указом Президиума Верховного Совета СССР от 29 августа 1949 года за получение высоких урожаев сортового зелёного чайного листа и цитрусовых плодов в 1948 году Катамадзе Фериде Хусеиновне присвоено звание Героя Социалистического Труда с вручением ордена Ленина и золотой медали «Серп и Молот».
Этим же указом званием Героя Социалистического Труда были награждены чаеводы колхоза имени Микояна колхозницы Хатидже Хасановна Гегидзе, Тунтул Юсуповна Такидзе, Хурие Юсуповна Такидзе, Эмина Мевлудовна Месхидзе и Рехима Скендеровна Хахуташвили.
В последующие годы добивалась высоких результатов по перевыполнению плана. По итогам работы в следующем, 1949 году Ф. Х. Катамадзе была награждена вторым орденом Ленина (19.07.1950).
Дарико Александровна (так стала именоваться) избиралась депутатом Верховного Совета СССР 6-го созыва (1962—1966).
Награждена 2 орденами Ленина (29.08.1949; 19.07.1950), орденом «Знак Почёта» (02.06.1966), медалями
Проживала в селе Легва Кобулетского района Аджарской АССР.

## Награды
- Золотая медаль «Серп и Молот» (08.04.1971);
- орден Ленина (08.04.1971)
- орден Ленина (24.12.1976)
- орден «Знак Почёта» (22.03.1966)
- Медаль «В ознаменование 100-летия со дня рождения Владимира Ильича Ленина» (1970)
- Медаль «За трудовую доблесть»
- Медалями ВДНХ СССР
- и другими
- Отмечена дипломами и почётными грамотами.